# Travnik, Dobrici
Travnik (în bulgară Травник, în română Iaplagea) este un sat în comuna Kavarna, regiunea Dobrici, Dobrogea de Sud, Bulgaria. 
Între anii 1913-1940 a făcut parte din plasa Casim a județului Caliacra, România. Majoritatea locuitorilor erau români.

## Demografie
Componența etnică a satului Travnik
     Turci (50%)
     Nicio identificare (50%)
     Altele (0%)
La recensământul din 2011, populația satului Travnik era de 8 locuitori. Nu există o etnie majoritară, locuitorii fiind  și turci (50%). Pentru 50% din locuitori nu este cunoscută apartenența etnică.